# Катамении
Катамении (лат. Catamenia) — род воробьиных птиц. Этот род традиционно относили к семейству овсянковых вместе с другими птицами питающимися семенами. Молекулярно-филогенетические исследования, проведённые в 2010-х годах, показали, что многие роды овсянок более тесно связаны с птицами семейства танагровые, питающимися фруктами. В результате род Catamenia был перемещен в состав семейства танагровых.
Обитают на более открытых типах местообитаний в Андах и прилегающих к ним низменностях. Оперение у самцов в основном серое, у самок буроватое с полосками. У обоих полов подхвостье с характерной каштановой окраской.

## Классификация
К этому роду относят три вида.
- Catamenia analis (Orbigny et Lafresnaye, 1837) — Зеркальная катамения
- Catamenia homochroa Sclater, 1859 — Тонкоклювая катамения
- Catamenia inornata (Lafresnaye, 1847) — Невзрачная катамения